# Tyrannini
Tyrannini – plemię ptaków z podrodziny tyranek (Tyranninae) w obrębie rodzinie tyrankowatych (Tyrannidae).

## Zasięg występowania
Plemię obejmuje gatunki występujące w Ameryce.

## Systematyka
Do plemienia należą następujące rodzaje:
- Legatus P.L. Sclater, 1859 – jedynym przedstawicielem jest Legatus leucophaius (Vieillot, 1818) – tyranopiracik
- Attila Lesson, 1831
- Machetornis G.R. Gray, 1841 – jedynym przedstawicielem jest Machetornis rixosa (Vieillot, 1819) – krowiarek
- Philohydor W.E. Lanyon, 1984 – jedynym przedstawicielem jest Philohydor lictor (M.H.C. Lichtenstein, 1823) – bentewi amazoński
- Pitangus Swainson, 1827 – jedynym przedstawicielem jest Pitangus sulphuratus (Linnaeus, 1766) – bentewi wielki
- Myiozetetes P.L. Sclater, 1859
- Megarynchus Thunberg, 1824 – jedynym przedstawicielem jest Megarynchus pitangua (Linnaeus, 1766) – bentewi wielkodzioby
- Tyrannopsis Ridgway, 1905 – jedynym przedstawicielem jest Tyrannopsis sulphurea (von Spix, 1825) – bentewi palmowy
- Conopias Cabanis & F. Heine Sr., 1860
- Myiodynastes Bonaparte, 1857
- Empidonomus Cabanis & F. Heine Sr., 1860
- Tyrannus Lacépède, 1799